# مساجد النساء

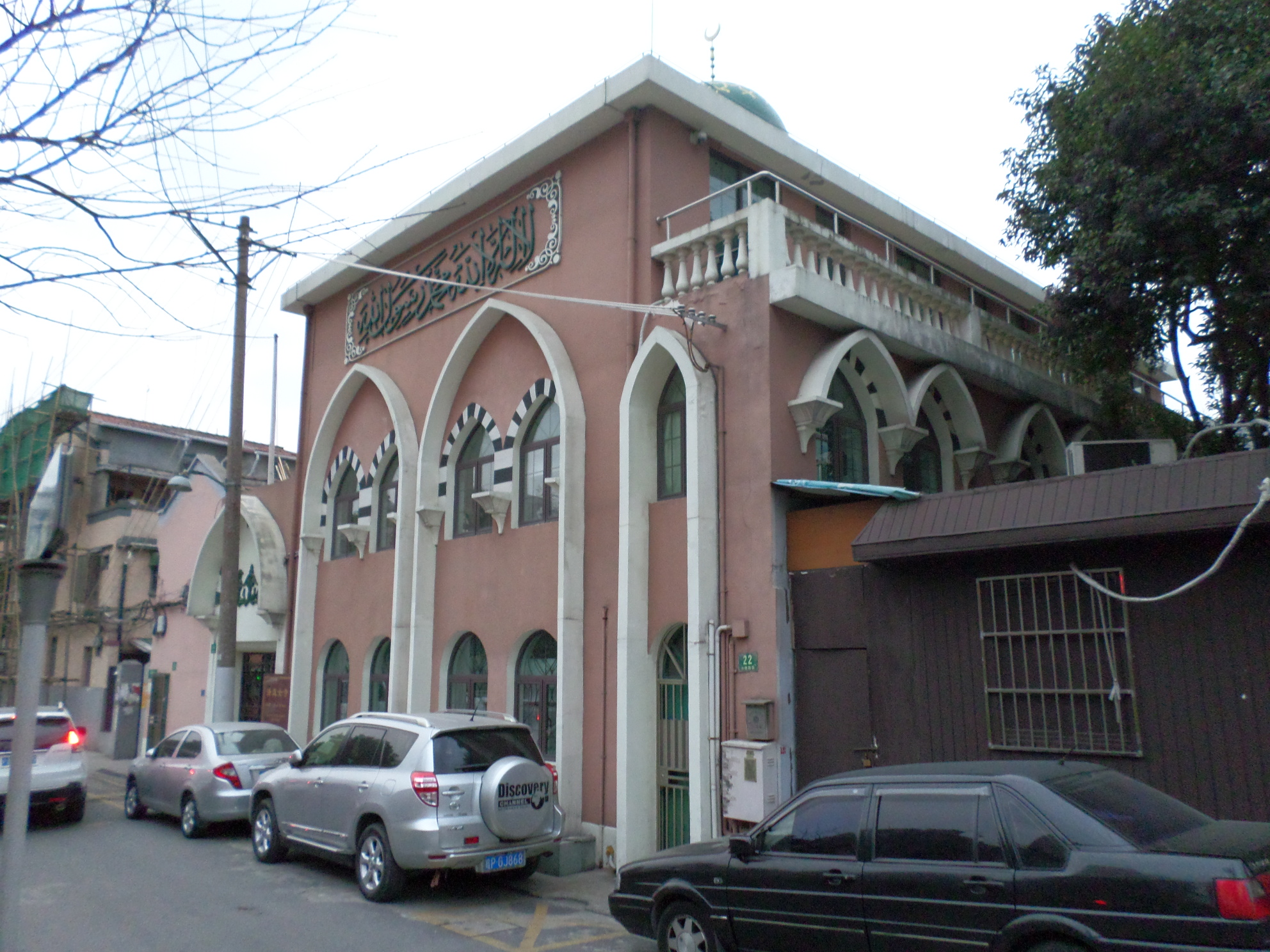
مسجد شياو تاويوان للنساء في شنغهاي، الصين.

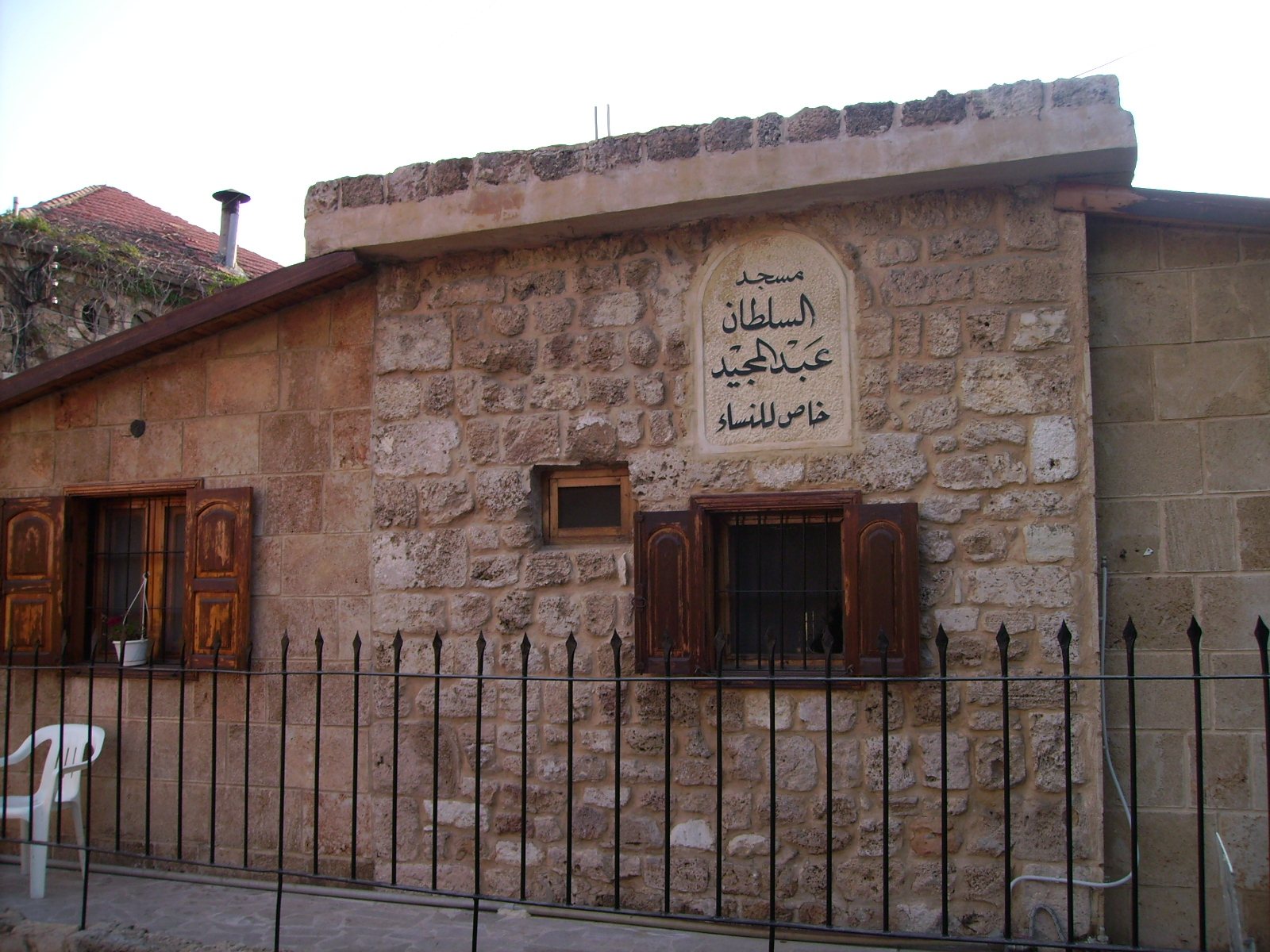
مسجد للنساء فقط في جبيل، لبنان.

توجد مساجد للنساء في جميع أنحاء العالم، ولها تقاليد مختلفة بشكل خاص في الصين، ونظرًا لأن الإسلام لديه مبدئ الفصل بين الجنسين، ففي بعض الأحيان يتم توفير العديد من أماكن العبادة المخصصة للنساء للصلاة داخل المبنى الرئيسي، ولكن في عدد قليل من البلدان، تم تشييد مبانٍ منفصلة، وفي بعض الحالات سُمح للنساء بأن يصبحن أئمة.
وفي القرن الحادي والعشرين، شهدت بعض من البلدان إنشاء مساجد تقودها النساء أو مخصصة للنساء فقط، كجزء من الحركات الليبرالية داخل الإسلام .

## آسيا

### الصين
مساجد النساء في الصين (Chinese) موجودة منذ مئات السنين، ويمكن العثور عليها في مقاطعات خنان وشانشي وشنشي وخبي.
ففي الصين تم بناء مساجد منفصلة للنساء فقط من قبل المجتمعات الإسلامية، في نهاية عهد أسرة مينغ وأوائل أسرة تشينغ، بدأت نساء الهوي في تشكيل مساجدهن الخاصة، وأقدم مسجد نسائي باقٍ في الصين هو مسجد وانغجيا هوتونغ النسائي في كايفنغ، والذي يعود تاريخه إلى عام 1820.
ولأسباب دينية، بدأت مجتمعات (الهوي) في تنمية المزيد من المعرفة لله والدين بين النساء، ونتيجة لذلك، قام جزء من المسلمات اللاتي حصلن على تعليم ديني بدمج الشعائر الإسلامية في أنشطتهن الدينية اليومية، مما أدى إلى إنشاء مساجد للنساء.
بحلول القرن العشرين، كانت هناك أماكن منفصلة للعبادة كمساجد خاصة للنساء فقط، وهي شكل خاص من المبنى المقدس، إما كمباني منفصلة أو مساجد ملحقة بمساجد أكبر، ومديريهم من النساء زوجات إمام المسجد في الغالب، والعنوان الشائع الاستخدام لها هو Shiniang (师娘</link>).
يشار إلى رجال الدين الإسلاميين باسم نو أهونغ (女阿訇</link>) باللغة الصينية.
في مقاطعة خنان:
- بيداجي نوسي، تشنغتشو [7] [8]
- Beixiajie Nusi، تشنغتشو
- مينزولو نوسي، تشنغتشو
- شيشيليبو نوسي، تشنغتشو
- هيكسي نوسي، زوكو
- تيدانجي نوسي، كايفنغ، واحد من 16 مسجدًا للنساء في تلك المدينة

في مكان آخر:
- جيانغفانغلو نوسي، شيان [9] ( شنشي )
- تشيان شينتشنغداو نوسي (هوهوت نوسي)، هوهيهوت ( منغوليا الداخلية )
- بوتو كينغزين نوسي، بوتو، مدينة تسانغتشو (خبي)
- بكين ( مسجد النساء، اليابان. )
- مسجد شياو تاويوان، شنغهاي

### جزر المالديف
في جزر المالديف، توجد مساجد للنساء في العديد من الجزر والجزر المرجانية، وهو تقليد ربما يعود إلى عصور سابقة بسبب التأثير الذي مارسته المرأة تاريخيًا في المجتمع المالديفي.
وكانت إحدى الممارسات المالديفية هي الحفاظ على مثل هذه المساجد، المعروفة باسم نيشا ميسكي، والتي كانت عبارة عن مبانٍ منفصلة تديرها نساء من موديمو (قائمي المسجد الذكور) المعروفين باسم مدهم.
ومساجد النساء ليست منفصلة على حدة في كل جزيرة، ومثال على ذلك جزيرة العاصمة، حيث يوجد في المساجد منطقة منفصلة للنساء داخل المساجد الكبيرة. وفي عام 2005 كان هناك ما يقدر بأكثر من 250 مسجدًا للنساء منتشرة بين 250 جزيرة مأهولة.
في أواخر عام 2009 و2010، بدا أن جميع نيشا ميسكي في جزر المالديف قد أُغلقت. وأغلقت وزارة الشؤون الإسلامية في المالديف المساجد بدعوى أن صيانتها باهظة الثمن ونادرا ما تستخدم.
اعتبارًا من عام 2018، تشير التقارير المتاحة إلى أن مساجد النساء لم تعد موجودة في جزر المالديف.

### الهند
في إقليم اتحاد لاكشادويب، تشير التقاليد إلى إنشاء مساجد للنساء في المنطقة، وبحسب المعلومات فقد ورد أن هناك مباني خاصة صغيرة ترتادها النساء في المنطقة وبقيادة نسائية.

### دول آسيوية أخرى
- بخارى، [13] انظر الإسلام في أوزبكستان
- كابول، [14] انظر الإسلام في أفغانستان
- جزر المالديف،[15][16] انظر الإسلام في جزر المالديف
- بادانج[17] ويوجياكرتا، انظر الإسلام في إندونيسيا
- جبيل، انظر الإسلام في لبنان
- المدينة المنورة، انظر الإسلام في المملكة العربية السعودية

## أفريقيا
- الخرطوم،[18][19] انظر الإسلام في السودان
- جابيلي،[20] انظر الإسلام في الصومال

## أوروبا
- أمستردام،[21] انظر الإسلام في هولندا
- برلين،[22] انظر الإسلام في ألمانيا. أسس سيران أتيش مسجد ابن رشد-غوته في عام 2017[23]
- كوبنهاجن، انظر الإسلام في الدنمارك. أسست شيرين خانكان مسجد مريم عام 2016[24]

## أمريكا الشمالية
- مسجد النساء في أمريكا، لوس أنجلوس، كاليفورنيا. تم افتتاح أول مسجد للنساء في الولايات المتحدة عام 2015، ويقع في مركز ثقافي متعدد الأديان في منطقة بيكو يونيون.[25]
- مسجد قالبو مريم للنساء، أوكلاند، كاليفورنيا تم افتتاح أول مسجد للنساء في منطقة خليج سان فرانسيسكو، والثاني في الولايات المتحدة، في 4 مارس 2017، ويقع في كنيسة مدينة اللاجئين في أوكلاند.
- تأسس مسجد نساء كندا في تورونتو في أبريل 2019، بدأ المسجد بمساحة في Trinity-St، كنيسة بولس المتحدة.[26]

## أنظر أيضا
- النساء كأئمة
- المرأة في الإسلام
- الليبرالية والتقدمية في الإسلام